# Portugal i olympiska sommarspelen 1968
Portugal deltog med 20 deltagare vid de olympiska sommarspelen 1968 i Mexico City. Ingen av landets deltagare erövrade någon medalj.